# Cuget Clar

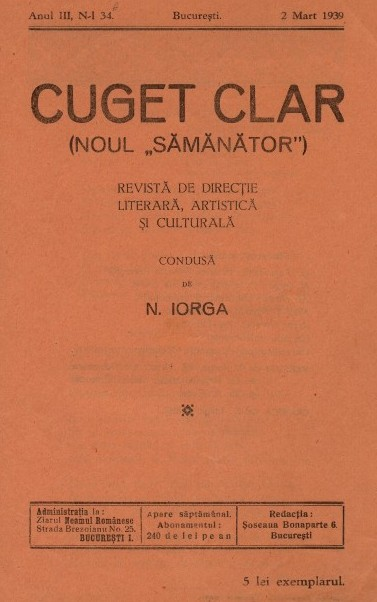
Coperta revistei Cuget Clar, nr. 34, datată 2 martie 1939

Cuget Clar (Noul „Sămănător”) a fost o revistă de direcție literară, artistică și culturală, cu apariție săptămânală, condusă de Nicolae Iorga, tipărită între 15 iulie 1936 și 17 noiembrie 1940 de Editura „Datina Românească” din Vălenii de Munte. Prin ea Iorga dorea să-și reînnoiască campania împotriva moderniștilor, criticându-i pe Eugen Lovinescu și Tudor Arghezi. În revistă au fost publicate scrisori, studii literare și cronici, poezii, proză și traduceri. Au fost colaboratori: Elena Farago, George Tutoveanu, Aron Cotruș, Grigore Sălceanu, Ion Agârbiceanu și alții.